# William Cooley (colon)
Pour les articles homonymes, voir William Cooley et Cooley (homonymie).
William Cooley (1783-1863) fut l'un des premiers colons américains et un chef régional, dans ce qui est maintenant connu comme le comté de Broward en Floride. Sa famille a été assassinée par les Séminoles en 1836, au cours de la Seconde guerre séminole. L'attaque, connue sous le nom de « Massacre de New River », a provoqué l'abandon immédiat de la zone par des Blancs.
Cooley est né dans l'État du Maryland, mais peu de détails de sa vie sont connus avant 1813, lorsqu'il arrive en Floride orientale, une des provinces de la Floride espagnole, en tant que membre d'une expédition militaire. Il s'établit comme fermier dans le Nord de la province, avant de se déplacer vers le Sud, ou il commerce alors avec les Amérindiens locaux, tout en continuant son activité agricole. Durant la période pendant laquelle la région passe d'un contrôle espagnol à un contrôle américain, devenant le territoire de Floride, il se range du côté des Amérindiens sur une dispute foncière, entre un marchand qui avait obtenu une large subvention de la part du roi d'Espagne et qui expulsait les Amérindiens de leurs terres. Mécontent des actions des Espagnols, il décide de partir et s'implante dans la zone de New River en 1826, afin de s'éloigner le plus possible de la zone d'influence espagnole.
À New River, il subvient à ses besoins, toujours en tant que fermier, en cultivant et vendant de la poudre d'arrow-root, une fois broyée. Sa fortune et son influence grandissantes, il devient le premier homme de loi de la colonie, ainsi que le premier juge, en plus d'être un évaluateur foncier. Les Amérindiens locaux le tinrent responsable de ce qu'il considèrent être une erreur de jugement, impliquant le meurtre d'un de leurs chefs, et attaquèrent la colonie en représailles le 4 janvier 1836.
Cooley survécut à l'attaque et vécut pendant encore vingt-sept ans. Il tint des responsabilités administratives dans le comté de Dade, déménagea à Tempa en 1837, et effectua un court séjour dans l'US Army en tant que guide et courrier. Il déménagea dans la zone de la rivière Homosassa (en) en 1840, où il devint le premier maitre de poste et fut un candidat du compté d'Hernando pour la chambre des représentants de Floride. De retour à Tempa en 1847, il devient un des premiers conseillers municipaux, durant trois mandats, avant de décéder en 1863,.